# Ateliertheater

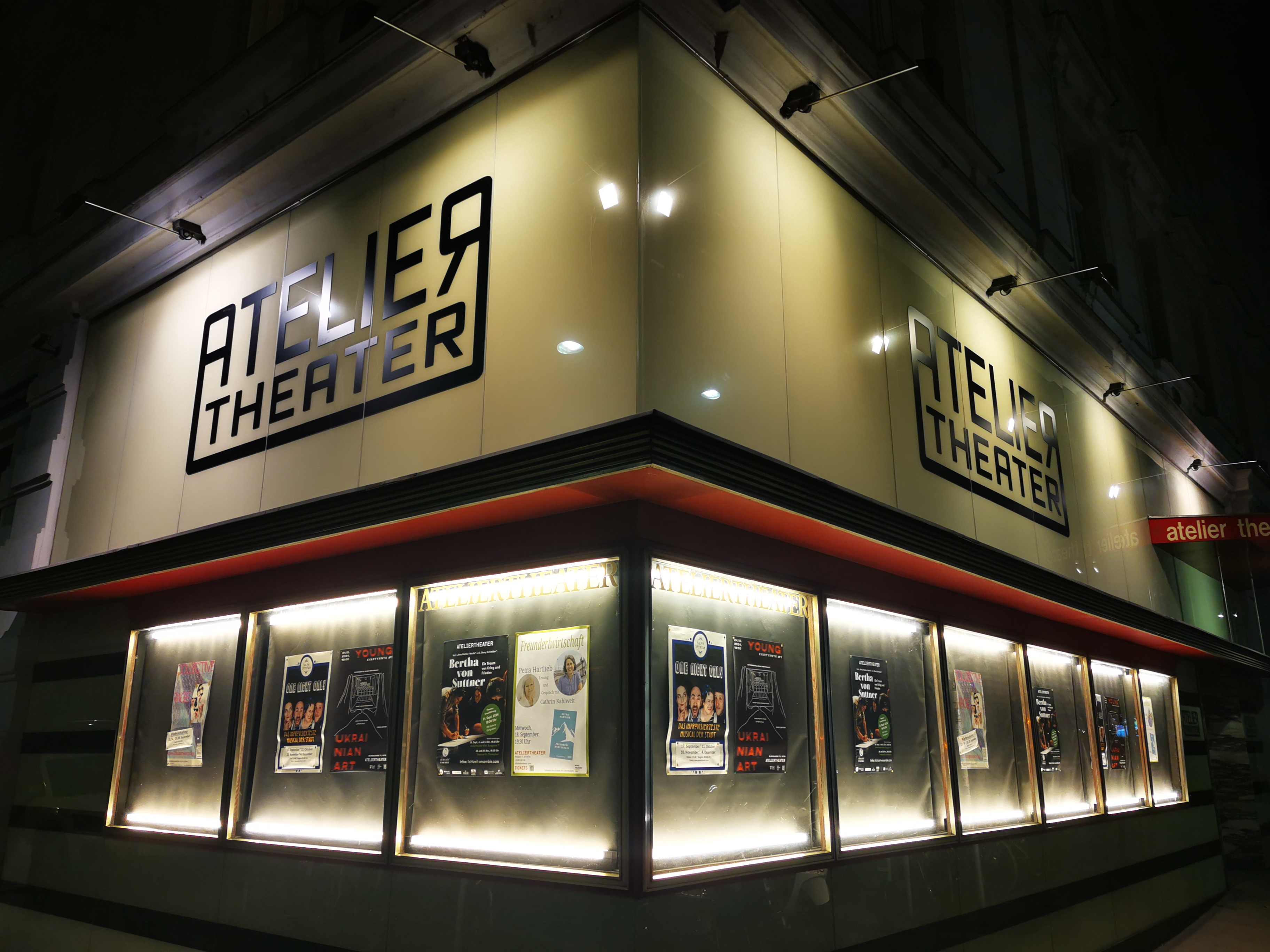
Ateliertheater (Eingangsbereich)

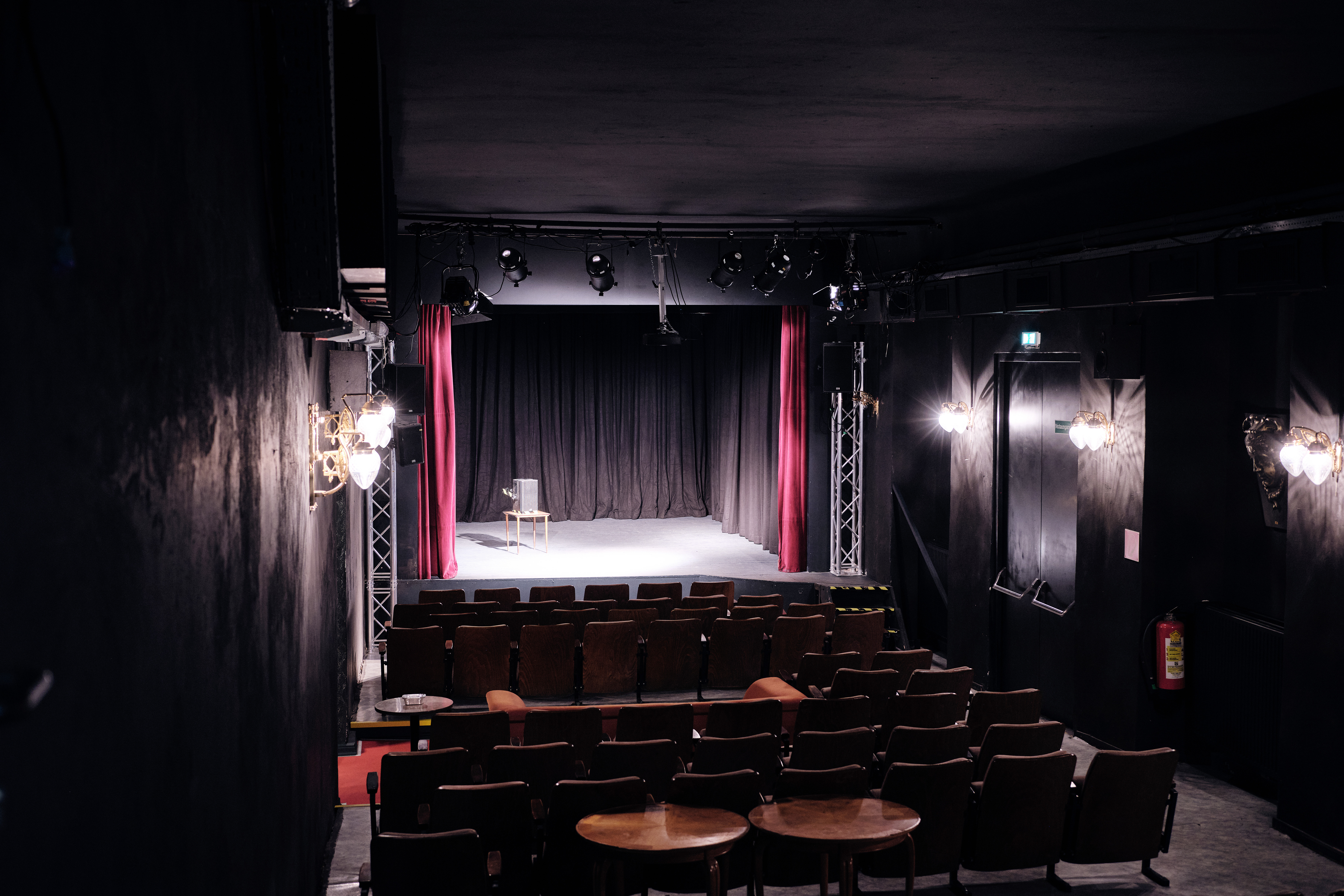
Ateliertheater (Bühne)

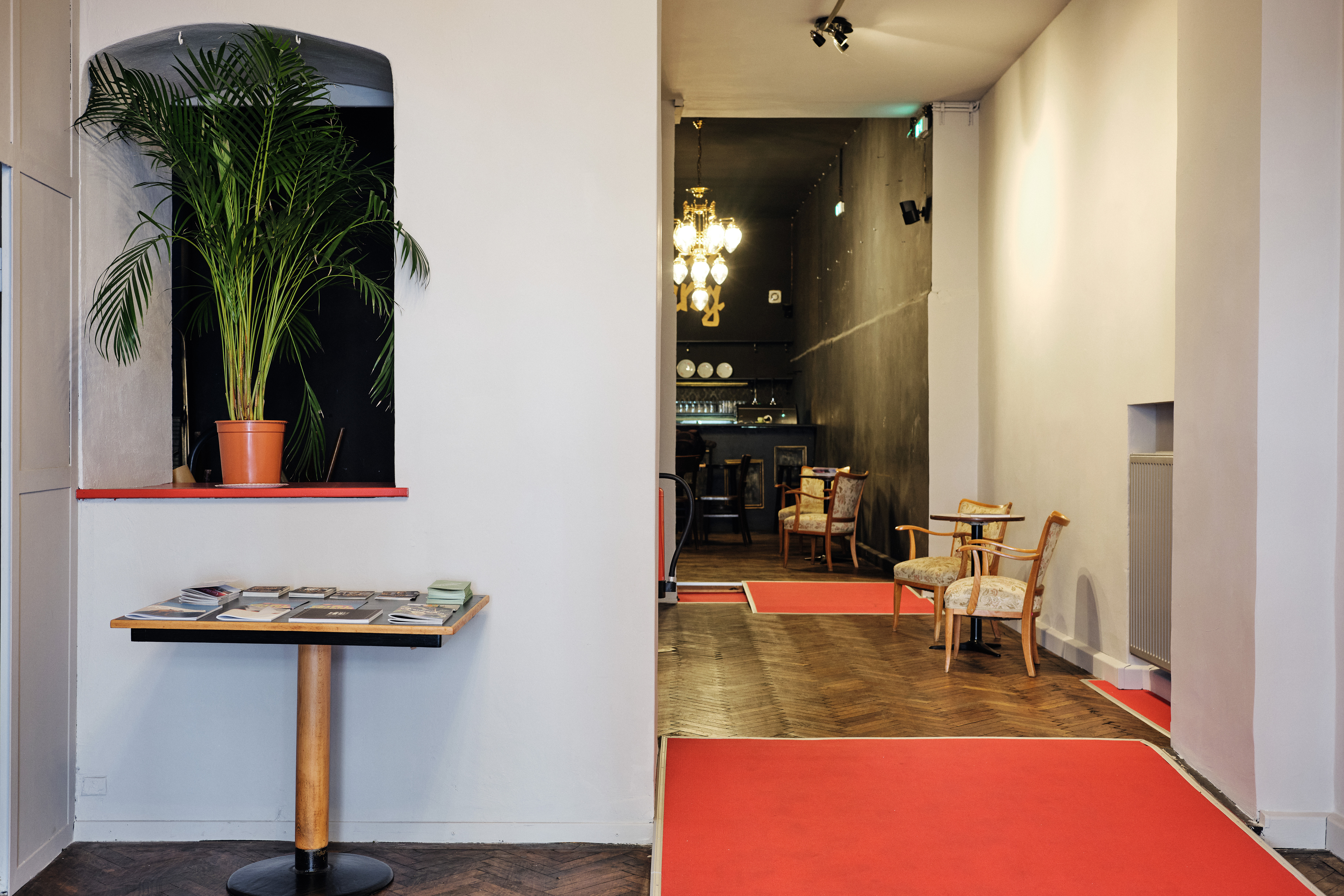
Ateliertheater (Foyer)

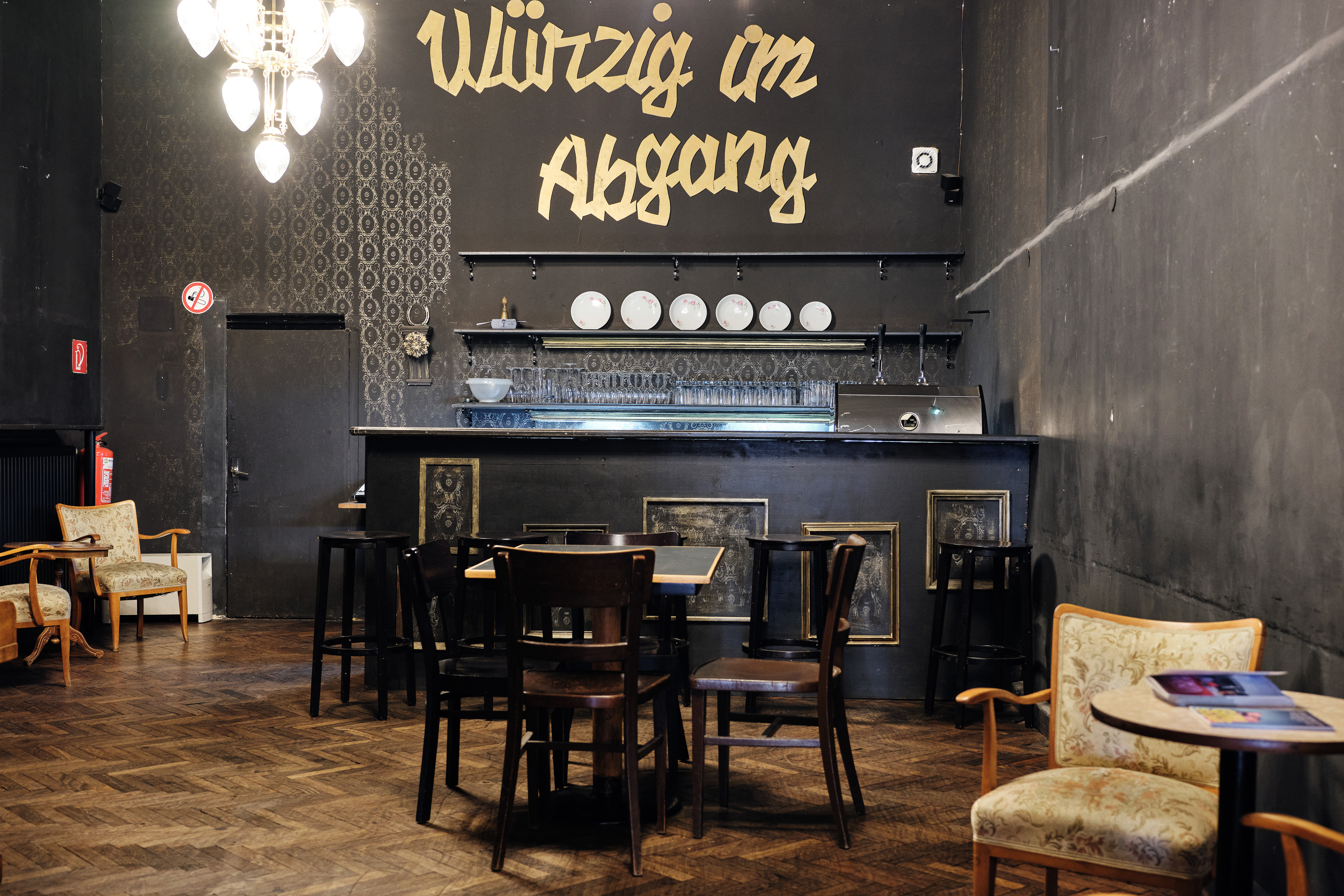
Ateliertheater Bar

Das Ateliertheater ist ein Kammertheater im 7. Wiener Gemeindebezirk Neubau.

## Geschichte
Das Ateliertheater wurde 1932 am Wiener Naschmarkt gegründet. Anfangs firmierte es unter dem Namen Literatur am Naschmarkt, später nannte es sich unter der Leitung von Hellmuth Matiasek Kaleidoskop.
Veit Relin übernahm das Theater 1960 und taufte es Ateliertheater. Auf die Direktion Relin folgte bereits 1967 Peter Janisch, der das Haus in seiner fast 40-jährigen Tätigkeit prägte. Er spielte beispielsweise Stücke von Witold Gombrowicz, Franz Xaver Kroetz und Wolfgang Bauer, verpflichtete Regisseure wie Achim Benning und die Schauspielerin Elisabeth Orth. 2005 übernahm Manfred Tscherne die Leitung des Theaters.
Der Standort am Naschmarkt musste schließlich wegen des Baus einer Tiefgarage aufgegeben werden. Anschließend war das Ateliertheater in der Lerchenfelder Straße beheimatet, 1999 übersiedelte es in die Räumlichkeiten des vormaligen Star-Kinos in der Burggasse 71. Dieses generalsanierte Haus hat ein originalgetreu nachgebautes Portal der 1950er-Jahre.
Seit einer Theaterreform in Wien im Jahr 2005 musste das Theater mit geringeren Fördermitteln auskommen. Eine Jury hatte das Theater als „nicht förderungswürdig“ eingestuft, doch aufgrund einer vorangegangenen kostspieligen Renovierung und heftiger Proteste aus der Bevölkerung setzte sich der zuständige Kulturstadtrat Andreas Mailath-Pokorny über das Juryurteil hinweg und subventionierte das Theater weiter. Allerdings wurde die Fördersumme um 50 Prozent gekürzt. 2012 ging der Leiter Manfred Tscherne in den Ruhestand, und das Theater musste aufgrund der Finanzsituation aufgeben.
Am 1. März 2013 wurde das Theater unter neuer Leitung von Nina Gabriel und Ludwig Drahosch als „Ateliertheater reloaded“ wieder eröffnet. Das Ateliertheater wird mittlerweile nicht nur für Theatervorstellungen genutzt. Der Zuschauerraum bietet für 89 Gäste Platz. 
Anfang 2016 übernahm Aleksandra Andrejewna die Leitung des Ateliertheaters. Von 2018 bis 2020 leitete sie das Theater gemeinsam mit Talita Simek. Im Juni 2021 übernahm Georg Hartmann als neuer Betreiber das Ateliertheater.

## Inszenierungen
Der Spielplan des Theaters präsentierte sowohl Klassiker von Shakespeare, Schiller, Grillparzer, Nestroy und Schnitzler, als auch Zeitgenossen wie Mitterer und Turrini. Die Konzeption des  „Ateliertheater reloaded“ war neben Theateraufführungen auch Konzerte, Ausstellungen, Literatur, Kindertheater und einen Filmclub vor.
Seit der Wiedereröffnung 2013 sind in diesem Theater unter anderem Johanna Beisteiner, Gerti Drassl, Jason Cloud, Benjamin Vanyek, Mercedes Echerer, Hubert Kramar und Valérie Sajdik aufgetreten.